# Gmina Union (hrabstwo Benton, Iowa)

Położenie Gminy Union w hrabstwie Benton

Gmina Union (ang. Union Township) – gmina w USA, w stanie Iowa, w hrabstwie Benton. Według danych z 2000 roku gmina miała 996 mieszkańców.